# 小豆の滝
小豆の滝（あずきのたき）は、群馬県多野郡神流町を流れる橋倉川支流にかかる滝である。

## 概要
本滝は、御荷鉾山系南小太郎山を流れる橋倉川支流にかかる三段の滝である。三段合計で落差30〜40m程度。標高が1000m程度と高く寒いため、冬期に結氷し氷瀑となる。
周辺の植生は主に落葉広葉樹林からなり、滝がある標高1000m前後はコナラやカエデ、マツなどの雑木林と、カラマツ、ミズナラ、シラカンバ、シオジなど、より高い標高に適応した植生が混在する。一部にヒノキ等の人工林がある。

## アクセス
公共の交通機関によるアクセスは不可。自家用車と徒歩によるアクセスとなる。
自家用車の場合、神流町まで国道462号で行き、中里合同庁舎を過ぎた辺りで右折、林道七久保橋倉線を登る道が一般的である。

## 周辺
- 神流町恐竜センター
- 御荷鉾スーパー林道
- 龍神の滝 (上野村)
- 白水の滝 (群馬県)